# Episodi di Quell'uragano di papà (settima stagione)
La settima stagione della serie televisiva Quell'uragano di papà è andata in onda negli Stati Uniti dal 23 settembre 1997 al 19 maggio 1998 sul canale ABC.
In Italia è andata in onda su Rai 2.
| nº | Titolo originale                       | Titolo italiano                 | Titolo italiano                | Prima TV USA      | Prima TV Italia |
| nº | Titolo originale                       | Disney Channel                  | Disney+                        | Prima TV USA      | Prima TV Italia |
| -- | -------------------------------------- | ------------------------------- | ------------------------------ | ----------------- | --------------- |
| 1  | Quest for Fire                         | Un tranquillo weekend al lago   | Vacanza sul lago               | 23 settembre 1997 |                 |
| 2  | Clash of the Taylors                   | Tale padre tale figlio          | Taylor contro Taylor           | 30 settembre 1997 |                 |
| 3  | Room at the Top                        | L’ufficio nel solaio            | L'ufficio                      | 7 ottobre 1997    |                 |
| 4  | Pump You Up                            | Fuori i muscoli                 | Puoi farcela                   | 14 ottobre 1997   |                 |
| 5  | A Night to Dismember                   | La casa degli orrori            | Una notte da dimenticare       | 28 ottobre 1997   |                 |
| 6  | The Niece                              | La nipote                       | La nipote                      | 4 novembre 1997   |                 |
| 7  | Jill's Passion                         | La passione di Jill             | La passione di Jill            | 11 novembre 1997  |                 |
| 8  | Losing My Religion                     | Non c’è più religione           | Non c'è più religione          | 18 novembre 1997  |                 |
| 9  | Thanksgiving                           | Il giorno del Ringraziamento    | Il giorno del Ringraziamento   | 25 novembre 1997  |                 |
| 10 | The Dating Game                        | Il gioco delle coppie           | La notte di Al                 | 9 dicembre 1997   |                 |
| 11 | Bright Christmas                       | Il concorso di illuminazione    | Un Natale luminoso             | 16 dicembre 1997  |                 |
| 12 | The Old College Try                    | Provaci ancora, Tim!            | Ritorno al college             | 6 gennaio 1998    |                 |
| 13 | An Older Woman                         | Un amore contrastato            | La donna più grande            | 20 gennaio 1998   |                 |
| 14 | Tim 'the Landlord' Taylor              | Tim 'il padrone di casa' Taylor | Tim 'padrone di casa' Taylor   | 3 febbraio 1998   |                 |
| 15 | Say Goodnight, Gracie                  | Dai la buona notte, Gracie      | Di' buonanotte, Gracie         | 10 febbraio 1998  |                 |
| 16 | What a Drag                            | Punizioni incoerenti            | La busta                       | 24 febbraio 1998  |                 |
| 17 | Taking Jill for Granite                | L’uomo del granito              | Cucina con sorpresa            | 3 marzo 1998      |                 |
| 18 | Futile Attraction                      | Un'immagine ossessiva           | Attrazione futile              | 10 marzo 1998     |                 |
| 19 | Desperate Seeking Willow               | Cercasi Willow disperatamente   | Alla ricerca di Willow         | 17 marzo 1998     |                 |
| 20 | The Write Stuff                        | L’articolo giusto               | Sfida giornalistica            | 31 marzo 1998     |                 |
| 21 | The Son Also Mooches                   | Comprati gli occhiali           | Un figlio in cerca di soldi    | 21 aprile 1998    |                 |
| 22 | Believe It or Not                      | Credere o non credere?          | Che tu ci creda o no           | 28 aprile 1998    |                 |
| 23 | Rebel Without Night Driving Privileges |                                 | Un ribelle che non può guidare | 5 maggio 1998     |                 |
| 24 | Tool-Thousand-One a Space Odyssey      | L’astronauta Taylor             | Tool Time nello spazio         | 12 maggio 1998    |                 |
| 25 | From Top to Bottom                     | Una moglie in carriera          | Da cima a fondo                | 19 maggio 1998    |                 |

## Un tranquillo weekend al lago / Vacanza sul lago
- Titolo originale: Quest for Fire
- Diretto da: Andrew Tsao
- Scritto da: Bruce Ferber e Lloyd Garver

### Trama
La vacanza dei Taylor in un resort sul lago Michigan… Mentre Tim cerca di potenziare il suo progetto di barbecue, Randy incontra Lauren e Brad rompe con Angela. Mark sta cambiando, ma in meglio? Tim pensa seriamente di lasciare Tool Time e trasferirsi permanentemente in questo resort di campagna.
- Guest star: Courtney Peldon (Lauren), Ashley Peldon (Diane), Veronica Lauren (Jenny), Haynes Brooke (Ben)

## Tale padre tale figlio / Taylor contro Taylor
- Titolo originale: Clash of the Taylors
- Diretto da: Andrew Tsao
- Scritto da: Jennifer Celotta e Adam England

### Trama
Tim e Randy non sono d'accordo sulle politiche ambientali della Binford. Jill ottiene un tirocinio come consulente familiare.
- Guest star: Charles Robinson (Bud Harper), Peter Siragusa (Ralph), Shelley Morrison (Gail), Kaylan Romero (Ronny), James DuMont (Gus), Paul Keith (Lou Hanson) a

## L’ufficio nel solaio / L'ufficio
- Titolo originale: Room at the Top
- Diretto da: Geoffrey Nelson
- Scritto da: Elliot Shoenman e Marley Sims

### Trama
Jill vuole che Tim le costruisca un ufficio in soffitta, ma cambia idea all'ultimo momento. Tim se la prende eccessivamente.
- Guest star: Tammy Lauren (Patty), George DelHoyo (Doug), Jack Blessing (Dr. Breen), Milton Canady (vicino di Al)

## Fuori i muscoli / Puoi farcela
- Titolo originale: Pump You Up
- Diretto da: Peter Bonerz
- Scritto da: Jon Vandergriff

### Trama
Tim sprona Brad dopo che ha ottenuto una borsa di studio per il calcio. Randy e Lauren, la sua fidanzata, vogliono uscire di nuovo, ma non vogliono un'uscita a quattro con i loro amici.
- Guest star: Courtney Peldon (Lauren), Corinna Everson (se stessa), Casey Sander (Rock Lannigan), Mickey Jones (Pete Bilker), Gary McGurk (Dwayne Hoover), Kyle Howard (Greg Clark), Morgan Nagler (Cathy Simms)

## La casa degli orrori / Una notte da dimenticare
- Titolo originale: A Night to Dismember
- Diretto da: Geoffrey Nelson
- Scritto da: Eric Horsted

### Trama
Mark decide di fare un video horror per la sua classe utilizzando diverse scene di vecchi film e programmi televisivi horror, ma a Jill e Tim l'idea non piace quando vedono di nascosto un'anteprima del video di Mark.
- Guest star: Kaylan Romero (Ronny)

## La nipote
- Titolo originale: The Niece
- Diretto da: Peter Bonerz
- Scritto da: Charlie Hauck

### Trama
Willow, la nipote di Wilson, va ad abitare con lui, quindi Wilson non ha tempo da passare con Tim.
- Guest star: China Kantner (Willow Wilson), Patrick Cronin (Sparky), Byrne Piven (Rolf)

## La passione di Jill
- Titolo originale: Jill's Passion
- Diretto da: Peter Bonerz
- Scritto da: Elliot Shoenman e Marley Sims

### Trama
Ian, un uomo che Jill ha conosciuto alla palestra dell'YMCA, le chiede di uscire, avendo scambiato Tim per suo fratello. Quella notte, Jill lo sogna. Ma dopo averne parlato con la sua amica Patty e con Tim, risolve la questione.
- Guest star: Tom Wopat (Ian), Tammy Lauren (Patty), Carole Androsky (Donna #1)

## Non c’è più religione
- Titolo originale: Losing My Religion
- Diretto da: Andrew Tsao
- Scritto da: Bruce Ferber e Lloyd Garver

### Trama
Randy mette in discussione la propria religione. Tim rompe un prezioso arredo ecclesiastico.
- Guest star: Dan Aykroyd (Reverendo Mike Webber), China Kantner (Willow Wilson), Lauren Tuerk (Becky), Phyllis Ehrlich (Infermiera), Eileen Heckart (Elaine Jenkins)

## Il giorno del Ringraziamento
- Titolo originale: Thanksgiving
- Diretto da: Peter Bonerz
- Scritto da: Eric Horsted

### Trama
I Taylor vanno a una partita di football in un palco per il Ringraziamento, ma Tim riesce a far saltare tutta l'illuminazione.
- Guest star: Tom Poston (Ted), Rodney Dangerfield (se stesso), China Kantner (Willow Wilson), Alex Rocco (Irv Schmayman)

## Il gioco delle coppie / La notte di Al
- Titolo originale: The Dating Game
- Diretto da: Geoffrey Nelson
- Scritto da: Laurie Gelman

### Trama
Tim porta Al a conoscere donne, avendo scoperto del fidanzamento di Ilene.
- Guest star: Liz Vassey (Donna), Kari Coleman (Kathy), Anastasia Sakelaris (Donna #1), John Lykes (Richard), Shawn Shea (Stage manager)

## Il concorso di illuminazione / Un Natale luminoso
- Titolo originale: Bright Christmas
- Diretto da: Peter Bonerz
- Scritto da: Jon Vandergriff

### Trama
Tim allestisce le decorazioni natalizie definitive. Jill è preoccupata quando scopre che sua madre frequenta un uomo.
- Guest star: George Coe (Parker), Polly Holliday (Lillian "Nana" Patterson)

## Provaci ancora, Tim! / Ritorno al college
- Titolo originale: The Old College Try
- Diretto da: Albert Alarr
- Scritto da: Jennifer Celotta e Adam England

### Trama
Tim capisce che i suoi amici sono noiosi, quindi inizia a frequentare studenti che hanno la metà dei suoi anni.
- Guest star: Blake Clark (Harry Turner), Jimmy Labriola (Benny Baroni), Al Fann (Felix Myman), Josh Blake (Brett), RonReaco Lee (Billy), Steve Monroe (Grant), Arroyn Lloyd (Andi), Maitland Ward (Christy)

## Un amore contrastato / La donna più grande
- Titolo originale: An Older Woman
- Diretto da: Peter Bonerz
- Scritto da: Charlie Hauck

### Trama
Brad si sposa… beh, forse non dopo che Tim e Jill avranno finito con lui. I coniugi Taylor vogliono provare a far capire a Brad che non è pronto per impegnarsi nel matrimonio con una ragazza universitaria che ha appena conosciuto a una festa.
- Guest star: Maggie Lawson (Samantha Hayes), Haynes Brooke (Ben), Milton Canady (Uomo sotto l'asciugamano)

## Tim 'il padrone di casa' Taylor / Tim 'padrone di casa' Taylor
- Titolo originale: Tim 'the Landlord' Taylor
- Diretto da: Peter Filsinger
- Scritto da: Eric Horsted

### Trama
Al prende in affitto una casa da Tim e Tim si approfitta di lui come padrone di casa. Nel frattempo, Randy e Brad comprano la stessa maglietta.

## Dai la buona notte, Gracie / Di' buonanotte, Gracie
- Titolo originale: Say Goodnight, Gracie
- Diretto da: Andrew Tsao
- Scritto da: Laurie Gelman

### Trama
Tim vuole avere più figli dopo che Marty gli chiede di fare da babysitter a una delle sue gemelle. Dopo alcune discussioni sulla sua vasectomia con Jill e alcuni saggi consigli di Wilson, decide che tornare a giocare con le gemelle è la cosa migliore. Mark si veste ancora di nero, ma con un tocco (di rossetto) in più per questo episodio.
- Guest star: China Kantner (Willow Wilson), William O'Leary (Marty Taylor), Kristen Hooper (Gracie Taylor), Kaitlyn Hooper (Claire Taylor)

## Punizioni incoerenti / La busta
- Titolo originale: What a Drag
- Diretto da: Geoffrey Nelson
- Scritto da: Elliot Shoenman e Marley Sims

### Trama
A Tool Time, Tim e Al mostrano al pubblico come prepararsi per una grave tempesta invernale. Quando Tim cade sul gazebo, scopre una piccola busta di marijuana incollata sotto l'altalena. Jill e Tim sorvegliano il loro cortile e casa di Wilson per trovare il colpevole... Con grande sorpresa di tutti, Brad viene colto sul fatto.
- Guest star: Kaylan Romero (Ronny)

## L’uomo del granito / Cucina con sorpresa
- Titolo originale: Taking Jill for Granite
- Diretto da: Peter Bonerz
- Scritto da: Laurie Gelman

### Trama
I Taylor ristrutturano la cucina, ma c'è una sorpresa in serbo per loro quando scoprono chi è l'installatore.
- Guest star: Tom Wopat (Ian), Tammy Lauren (Patty)

## Un'immagine ossessiva / Attrazione futile
- Titolo originale: Futile Attraction
- Diretto da: Peter Bonerz
- Scritto da: David Maples

### Trama
Tim sospetta che Heidi e Al abbiano una relazione quando scopre che lei si è separata dal marito. Decide di scoprire fino a che punto arriva la loro storia. A Tool Time, Tim aggiunge ulteriore potenza al suo swing quando il golfista professionista Payne Stewart è ospite del programma.
- Guest star: Payne Stewart (se stesso), Pamela Hudacek (Athena)

## Cercasi Willow disperatamente / Alla ricerca di Willow
- Titolo originale: Desperate Seeking Willow
- Diretto da: Peter Bonerz
- Scritto da: Jennifer Fisher

### Trama
Mentre è ospite dei Taylor, Willow non torna dalla discoteca una sera… Jill teme il peggio e manda tutta la famiglia a cercarla. È il giorno di San Patrizio a Tool Time e come si può festeggiarlo meglio che con i ragazzi di K&B Edilizia?
- Guest star: China Kantner (Willow Wilson), Mickey Jones (Pete Bilker), Gary McGurk (Dwayne Hoover), Casey Sander (Rock Lannigan), Neil Barton (Lance), T. J. Thyne (Todd), George Hertzberg (Ed), Robert Hallak (Barista), Kelly Paxton (Avventore del bar)

## L’articolo giusto / Sfida giornalistica
- Titolo originale: The Write Stuff
- Diretto da: Peter Bonerz
- Scritto da: Jennifer Celotta e Adam England

### Trama
A Tool Time, Tim riesce a cadere da una finestra durante una ristrutturazione. Jill chiede l'aiuto di Tim per preparare una verifica fiscale. Brad e Randy diventano rivali quando l'articolo di Brad "Hey Yo!" mette in ombra il suo "Mutazioni genetiche nella seconda metà del XX secolo".
- Guest star: Courtney Peldon (Lauren), Justin Shenkarow (Matt), Kaj-Erik Eriksen (Brian)

## Comprati gli occhiali / Un figlio in cerca di soldi
- Titolo originale: The Son Also Mooches
- Diretto da: Peter Filsinger
- Scritto da: Eric Horsted

### Trama
Raggiunta la mezza età, tocca a Jill preoccuparsi di aver bisogno degli occhiali. Tim teme che sua madre perderà dei soldi in un altro dei piani commerciali di suo fratello.
- Guest star: Bonnie Bartlett (Lucille Taylor), Thom Sharp (Jeff Taylor), William O'Leary (Marty Taylor), Graham Jarvis (Delvin), Kathleen Freeman (Gwen), Montrose Hagins (Alice), Kate Williamson (Lois)

## Credere o non credere? / Che tu ci creda o no
- Titolo originale: Believe It or Not
- Diretto da: Geoffrey Nelson
- Scritto da: Jon Vandergriff

### Trama
A Tool Time, Grant Hill dei Detroit Piston è ospite della "Settimana degli articoli maschili". Wilson si arrabbia con Tim quando racconta a tutti dell'incontro di Wilson con un alieno, una cosa che Wilson avrebbe preferito che Tim tenesse per sé.
- Guest star: Grant Hill (se stesso), William O'Leary (Marty Taylor), Jimmy Labriola (Benny Baroni), Bill Ferrell (Tony), Milton Canady (Milton)

## Un ribelle che non può guidare
- Titolo originale: Rebel Without Night Driving Privileges
- Diretto da: Andrew Tsao
- Scritto da: Jennifer Fisher

### Trama
Randy è al volante, via dal marciapiede! Randy non si sente trattato equamente quando non ottiene il permesso di guidare allo stesso modo di Brad quando era neopatentato. A Tool Time "Il topo di Judy" fa passare cavi in spazi difficili da raggiungere.
- Guest star: Megan Cavanagh (Trudy McHale), Kaylan Romero (Ronny)

## L’astronauta Taylor / Tool Time nello spazio
- Titolo originale: Tool-Thousand-One a Space Odyssey
- Diretto da: Peter Bonerz
- Scritto da: Bruce Ferber e Lloyd Garver

### Trama
Tool Time ospita di nuovo gli astronauti Ken Bowersox e Steve Hawley, che annunciano che un attrezzo Binford verrà usato nella prossima missione dello Shuttle. Chi vincerà la gara per decidere chi userà l'utensile nello spazio: Tim o Al? Tornando sulla Terra, Mark cerca di far colpo su una ragazza cambiando drasticamente il proprio look.
- Guest star: Randy Thompson (Fred), Harry S. Murphy (Dr. Lee), Kenneth D. Bowersox (se stesso), Steven A. Hawley (se stesso), Jeff Steck (Psicologo della NASA)

## Una moglie in carriera / Da cima a fondo
- Titolo originale: From Top to Bottom
- Diretto da: Peter Filsinger
- Scritto da: Charlie Hauck

### Trama
Jill fa delle osservazioni imbarazzanti su Tim in un talk show, mentre lui lo guarda da Ferramenta Harry con tutti i suoi amici.
- Guest star: Joan Lunden (Barbara Canfield), Jimmy Labriola (Benny Baroni), Blake Clark (Harry Turner), William O'Leary (Marty Taylor), Patrick Cronin (Sparky), Lisa Robins (Kathleen Fitzsimmons), Judyann Elder (Diane Peck)